# 洛恩斯费尔德
洛恩斯费尔德是德国莱茵兰-普法尔茨州的一个市镇。总面积6.91平方公里，总人口952人，其中男性466人，女性486人（2011年12月31日），人口密度138人/平方公里。